# Parco regionale di interesse locale dei fiumi Reghena, Lemene e dei laghi di Cinto
Il parco regionale di interesse locale del Reghena, Lemene e laghi di Cinto è un'area protetta nella regione Veneto.

## Istituzione
Con la delibera del 20.03.2003 il Consiglio della Provincia di Venezia ha istituito il parco regionale di interesse locale dei fiumi Reghena, Lemene e dei laghi di Cinto, atto risultato di un percorso amministrativo iniziato negli anni ottanta, propedeutico per la definitiva realizzazione del parco.

## Territorio
L'area del parco si estende sul territorio di due comuni in Veneto: parzialmente nel comune di Portogruaro ed in modo rilevante nel territorio del Comune di Cinto Caomaggiore. A tale area potrebbe essere integrato il territorio dei comuni veneti di Gruaro (precedentemente già parte del Parco), di Teglio Veneto (per l'area dei Prati delle Pars), di Concordia Sagittaria (per il tratto del fiume Lemene e Bosco delle Lame) e del comune friulano di Sesto al Reghena (in particolare l'area denominata "complesso dei prati Burovich", già di fatto legato al parco mediante il lago Premarine, lago condiviso dai due comuni). 
L'area del Parco ricalca in parte la superficie tutelata dai siti Natura 2000 della ZPS IT3250012 "Ambiti fluviali del Reghena e del Lemene - cave di Cinto Caomaggiore" e del SIC IT3250044 "Fiumi Reghena e Lemene - canale Taglio e rogge limitrofe - cave di Cinto Caomaggiore" 
Le aree di particolare pregio ed interesse naturalistico all'interno del perimetro del Parco sono:
- il Palù di Settimo, che si caratterizza per i prati stabili che hanno mantenuto la struttura a campi chiusi
- l'area attigua al corso del Caomaggiore, caratterizzata dalla vegetazione riparia erbacea, arbustiva e arborea tipica dei corsi d'acqua di pianura e percorsa da sentieri lungo l'argine
- l'area dei Laghi, vero e proprio vanto ambientale e cuore del Parco, rappresentata dal Lago Secco (ex Furlanis), il lago di maggiore estensione, nel quale sono presenti diversi isolotti su cui è insediata una garzaia, dal Lago Acco, dal Lago Premarine (ex Cave IRTI) nella sua parte cintese, dalle Cave Vecchie. I laghi sono il risultato dell'allagamento delle cave scavate negli anni Venti e Quaranta del Novecento (Cave Vecchie e Cave Acco) e negli anni Sessanta (Lago Secco, Lago Premarine) per l'estrazione di materiali da costruzione per la viabilità e per la costruzione dell'autostrada A4 e dell'autostrada Pordenone-Portogruaro A28.